# 北海道函館東高等学校
北海道函館東高等学校（ほっかいどうはこだてひがしこうとうがっこう）は、北海道函館市にあった公立（市立）の高等学校である。全日制普通科単位制。2007年に北海道函館北高等学校と統合し、市立函館高等学校を開校した。

## 沿革
- 1940年 - 函館市立中学校として船見町仮校舎で開校。
- 1943年 - 柳町新校舎に移転。
- 1948年 - 新学制により函館市立高等学校と改称。
- 1950年 - 高等学校再編成により北海道函館東高等学校と改称、男女共学化。
- 1968年 - 理数科設置。
- 1985年 - 新校舎改築落成。
- 1997年 - 理数科閉科。
- 2007年 - 北海道函館北高等学校と統合（市立函館高等学校を開校）。

## 著名な出身者

### アナウンサー
- 片山雅子（フリーアナウンサー）
- 日高充（元テレビ東京アナウンサー）
- 松本裕子（福井テレビジョン放送アナウンサー→北海道文化放送ニュースキャスター）

### その他
- 青沼貴子（漫画家）
- 厚谷襄児（公正取引委員会事務局長→北海道大学名誉教授）
- 大公一郎（あらた会長、生活協同組合コープさっぽろ会長、全国化粧品日用品卸連合会会長）
- 中村隆俊（戸田中央メディカルケアグループ創設者・名誉会長）
- 岩橋成典（メディカルジョブセンター社長）
- 越前屋民雄（弁護士）
- 金田誠一（元衆議院議員）
- 唐牛健太郎（元全学連委員長）
- 北川勝利（ミュージシャン）
- 斎藤克彦（元三派全学連委員長）
- 木戸浦隆一（元 函館市長）
- 滝本竜彦（小説家）
- 田辺洋二（早稲田大学教授）
- ギリヤーク尼ヶ崎（舞踏家）